# Chocó
Chocó, naziv za skupinu srodnih indijanskih plemena koje su Španjolci u ranom 16. stoljeću pronašli u kako žive duž rijeka u područjima sjeverne Kolumbije i susjednog Dariena u Panami. Geografski se mogu podijeliti na sjeverne koji žive na donjim tokovima rijekas što utječu u zaljev Golfo de San Miguel u Panami; Južni su koncentrirani na Río San José.

## Jezik
Choco Indijanci govore danas 7 jezika, dva pripadaju sjevernoj skupini, to su catío i empera i 4 južnoj: baudó, chamí, epena ili emberá-saija, emberá-tadó i noanama. Pet jezika je nestalo, to su runa, cauca, caramanta, arma i anserma. Ovi jezici čine samostalnu porodicu choco, koju ponekad klasificiraju i kao dio karipske porodice.

## Plemena
Emberá-Saija (Epena), Empera (Sjeverni Choco, Embera del Norte), Emberá-Baudó, Emberá-Tadó, Emberá-Chamí, Nonama (Noanama, Waunana), Embera-Katío ili Katío, Zenú (s tradicionalnim plemenima Fincenú, Pancenú i Cenúfana). Nestale skupine: Anserma, Arma, Runa, Caramanta, Cauca.

## Etnografija
Chocó-sela uvijek se nalaze uz obale rijeka a sastoje se od kuća bez zidova podignutih na pilonima i prekrivenih slamom. U ovakvu kuću ulazi se pomoću drvenih ljestava napravljenih od debla vidi sliku  Arhivirana inačica izvorne stranice od 20. prosinca 2005. (Wayback Machine). 
Privreda im se temelji na agrikulturi (posijeci-i-spali), lovu pomoću luka i strijele, te puhaljke s otrovnim strelicama.

## Vanjske poveznice
- Darien and the Choco Indians